# هاینریش کروگ
هاینریش کروگ (آلمانی: Heinrich Krug؛ زادهٔ ۲۲ سپتامبر ۱۹۱۱) بازیکن واترپلو اهل آلمان است.